# John Piccard
Pour les articles homonymes, voir Piccard.
 John Piccard, né le 28 décembre 1965, est un skieur alpin français, spécialiste du slalom.

## Biographie
Il est originaire des Saisies et appartient à la grande famille du ski des Piccard. Il est le frère de Franck (champion olympique de Super G), Ian, Leila, Jeff et Ted Piccard .
Il est  Champion de France de combiné en 1988. 
En Coupe du Monde, il réalise 3 Tops-15 en slalom au cours de sa carrière. Son meilleur résultat est la 11e place du slalom de Wengen en 1989.

## Palmarès

### Coupe du monde
- Meilleur classement général : 86e en 1989.
- Meilleur classement du slalom  : 30e en 1989.
- 3 Tops-15.

#### Classements
| Saison / Épreuve | Saison / Épreuve | Général | Général | Slalom | Slalom |
| ---------------- | ---------------- | ------- | ------- | ------ | ------ |
| Saison / Épreuve | Saison / Épreuve | Class.  | Points  | Class. | Points |
| 1988-1989        | 1988-1989        | 86e     | 5       | 30e    | 5      |
| 1989-1990        | 1989-1990        | 102e    | 2       | 36e    | 2      |

### Championnats du monde junior
| Épreuve / Édition       | Slalom géant |
| Mondiaux 1983 Sestrière | 31e          |

### Championnats de France
En 1988, il est Champion de France de combiné.